# (39544) 1991 TN14
(39544) 1991 TN14 (1991 TN14, 2000 YG49) — астероїд головного поясу, відкритий 7 жовтня 1991 року.
Тіссеранів параметр щодо Юпітера — 3,386.